# Илија Милованчев
Илија Милованчев (Стари Врбас, 2. август 1899 — Грац, 6. децембар 1957) био је индустријалац и председник општине Стари Врбас. Председник општине је постао као кандидат грађанске, а не партијске листе и истакао се као веома значајан у финансијском опоравку општине.
Значајан је по томе што је основао „Удружења индустријалаца Дунавске бановине” у Новом Саду, и као предузетник циглане је окупио све цигљаре у наменску секцију. Поред тога, у периоду између два светска рата је био организатор низа стручних догађаја и обука везаних за своју професију, широм Краљевине Југославије.
Услед своје политичке активности, био је на мети хапшења, те је једно време је био заробљен у логору, као и у затвору у Сомбору. Међутим, успешно је наставио да се бави привредом у Грацу, где је и умро. Његови посмртни остаци су постхумно пренесени у Врбас.
За време живота одликован је низом ордена за свој рад и залагање, између којих је најзначајнији краљевски Орден Југословенске круне и краљевски орден Светог Саве.

## Биографија
Илија Милованчев се родио у угледној земљорадничкој породици, као четврто од шесторо деце. Отац Љубомир је био власник млина, а мајка, Јованка Јосић, домаћица, родом из Пачира. Основно образовање стекао је у родном месту, а подофицирску школу похађао је у Бечу.
За време Првог светског рата је мобилисан у Аустроугарску војску и на самом крају рата распоређен у санитетску службу у месту Мота на италијанском фронту. Из рата се враћа кући 1920. године и одлази на одслужење војног рока Југословенске краљевске војске.

### Цигларска каријера
Даље школовање наставља у Лајпцигу  где завршава студије и постаје инжињер грађевинарства. Када му отац купује циглану у Старом Врбасу 1922. године, посвећује се унапређивању и производњи цигле и црепа. Циглану држи у кооперацији са другим власником, Калушевићем. Од 1928. власник друге половине циглане је Хајнрих Курц.
Године 1931, спроводи иницијативу за оснивање „Удружења индустријалаца Дунавске бановине” у Новом Саду, као заједничке привредне организације индустријалаца на подручју Трговинско-индустријске  и занатске коморе у Новом Саду и исте у Великом Бечкереку. Окупио је све цигларе у „Секцију за индустрију цигле и црепа”. Исте године почео је да успоставља норме за грађевински материјал у Југославији.
Године 1935, организовао је „Први земаљски конгрес цигљара Југославије”, а наредне године учествује у организацији Другог конгреса у Загребу. На тајним Коморским изборима 1936. године, изабран је за Коморског већника и потпредседника коморе, као и председника индустријског одсека. Активно је учествовао у Одбору за изградњу Шегртског дома у Новом Саду 1938. године, и исте је организовао стручну обуку под називом „Прва три цигљарска дана у Новом Саду”. Године 1939, је поново изабран за председника коморе и индустријског одсека. Следеће године је организовао „Југословенску цигљарску недељу” са стручним предавањем у Новом Саду, а пред сам почетак рата био је организатор „Стручног цигљарског течаја”.

### Политичка активност
Његова прва политичка активност била је 1927. године када је на општинским изборима основао сопствену листу и победио.
Увођењем бановина 1931. године, одбија да се кандидује за посланика испред Бановине, а 1933. на захтев грађана пристаје да буде носилац грађанске, не партијске листе за председника општине Стари Врбас. После одржаних избора са убедљивом победом постаје председник општине. На тој функцији ради на опорављању финансијске ситуације, у чему је био веома успешан.
Године 1935, прихвата кандидатуру за народног посланика испред кулског среза против Немца Стевана Крафта. Уз бројне шпекулације, није прошао на изборима. Наредна изборна година донела му је још један мандат председника општине Стари Врбас на којој ће остати се до 1941. када ће га мађарске власти ухапсити и затворити у радном логору на два месеца. У међувремену, кандидовао се и на изборима 1938, а противканидат му је био Франц Хам.
Између два рата био је и председник Спортског друштва у Новом Врбасу, председник месног одбора Аеро-клуба у Старом Врбасу, члан управног одбора Ногометног подсавеза у Суботици као и председник Друштва цигљара Дунавске бановине.
Почетком 1943. на челу црквеног одбора у Новом Саду, учествује у спасавању дела српских заробљеника из логора Шарвара у Мађарској.
Због слања помоћи народноослободилачком покрету (сремским партизанима), у знак одмазде, запаљена му је циглана. Под оптужбом да је сарађивао са партизанима, ухапшен је и спроведен у Нови Сад, а потом у окружни затвор у Сомбор. Из затвора је изашао уз плаћену високу кауцију.
Године 1944, у време доласка Црвене армије и ослобођења Старог Врбаса, била су два покушаја хапшења. Уз помоћ руских официра, отишао је из Врбаса у Аустрију где је због предратних познанстава добио посао у струци, у државној служби. Постао је директор Винербергер (Wienerberger) циглане у Грацу.
Био је близак сарадник Високог комесаријата Уједињених нација за избеглице у Бечу. Помагао је избеглим лицима из Југославије који су били у прихватним центрима у Аустрији око добијања азила и даљих одлазака из Европе.

### Одликовања и приватни живот
Илија Милованчев је одликован краљевским Орденом Југословенске круне IV и V реда. Поред тога, добио је и Краљевски орден Светог Саве IV и V реда као и низ аустријских одликовања за обнову привреде.
Говорио је руски, енглески, немачки, италијански, мађарски и русински језик. Године 1939, је ожењен Вером Милић.
У Старом Врбасу био је неколико година на челу црквеног одбора православне цркве.
Илија Милованчев је умро 6. децембра 1957. године. Његови посмртни остаци пренети су из Граца у Врбас 2004. године.

## Галерија
- Породица Милованчев
- Циглана Илије Милованчева
- Поправка димњака, 1927. година
- Илија Милованчев (десно), као представник кулског среза, полаже венац на Опленцу
- Краљев изасланик
- Венчање Вере Милић и Илије Милованчев, јун 1939. На фотографији лево, са шеширом, је Илијина сестра Катица